# Miklós Apáti Madár
Miklós Apáti Madár (n. 4 decembrie 1662, Debrețin-d. ? 1724, Debrețin) a fost un scriitor, filozof și memorialist maghiar, adept și promotor al cartezianismului.A fost un continuator al tradițiilor raționaliste în spațiul Bazinului Carpaților deschis de János Apáczai Csere.